# Немецкая музыка
Неме́цкая му́зыка (немецкая национальная музыка) — достижения музыкальной культуры немецкого народа, независимо от страны проживания; результат многовекового исторического процесса формирования и развития своеобразных традиций. Это понятие объединяет немецкий музыкальный фольклор, немецкую академическую музыку, старинную немецкую полифоническую песню Lied, популярную музыку (фолк-музыка).

## Народная музыка
В Германии много уникальных регионов со своими народными традициями музыки и танца. И в Восточной, и в Западной Германии детей учили старинным песням, называемым «фолькслид»; они были популярными, солнечными и оптимистичными и имели мало общего с аутентичными немецкими народными традициями. Много песен создано миннезингерами и мейстерзингерами.
Во второй половине XV веке возник жанр полифонической немецкой песни Lied, достигший полного расцвета в Чинквеченто. Lied использовали для многих произведений лютеранского хорала.

## Академическая музыка
Её развитие, как искусства, началось в монастырях в певческих школах, например, в Санкт-Галлене. Первыми видными деятелями в музыкальной области были Ноткер Заика, Франко Кёльнский (последний считается основателем многоголосного сочетания, в XII веке), затем в XV веке Генрих Исаак. До конца XVI века немецкая церковная музыка находилась под влиянием нидерландцев и итальянцев. Последний и величайший представитель нидерландской школы, Орландо Лассо, посвятил свою деятельность Германии. Реформация привела к реорганизации немецкой церковной музыки, которая в особенности в северной Германии, получила большую самостоятельность. Лютер, сочинявший хоральные мелодии, Иоганн Экард (конец XVI века), Генрих Шютц (середина XVII века) придали церковной музыке своеобразный национальный характер. Эта музыка достигла высшей степени развития благодаря Иоганну-Себастьяну Баху. В национальной германской церковной школе развились хорал, кантата, оратория и богатейшая органная литература. Хотя Гендель был под сильным влиянием итальянской школы и лучшую пору своей деятельности посвятил Лондону, но, как человек, получивший музыкальное образование в Германии, он испытал на себе большое влияние немецкой контрапунктической школы. Оперная и оркестровая музыка долго находилась под итальянским влиянием. Первым самостоятельным композитором в оперной области является Рейнгардт Кейзер, посвятивший свою деятельность Гамбургу, где он написал более ста опер. Но, тем не менее, и в северной Германии итальянское влияние было сильно. Наиболее видными немецкими композиторами, писавшими оперы в итальянском стиле, были Карл-Генрих Граун и Иоганн Адольф Гассе. Симфоническая музыка проявила самостоятельность в лице Гайдна, благодаря которому искусство инструментовки сделало громадные шаги вперед. Кроме симфонии, он много сделал для развития фортепьянной сонаты и струнной квартетной музыки. Немецкая опера окрепла благодаря Глюку и в особенности Моцарту. Моцарт содействовал высокому развитию инструментальной музыки, но Бетховен довел её до высшего совершенства. В опере стала использоваться народная песня, которая получила замечательную художественную обработку у Франца Шуберта. И после Бетховена и Шуберта богатая руда музыкальных талантов не иссякла. Представитель национальной романтической оперы, Карл-Мария Вебер, полный неиссякаемой творческой силы в инструментальной музыке Роберт Шуман, даровитый симфонист Мендельсон-Бартольди, наконец, Вагнер (опера), Лист, Брамс (симфоническая церковная музыка) заканчивают блестящий цикл немецких композиторов. Германия дала ещё Мейербера, но он, в сущности, не может быть причислен к разряду немецких композиторов: это — эклектик, скорее тяготевший к французской и итальянской школам. В конце XIX века Германия не была богата крупными музыкальными дарованиями.